# Hpapun Airport
Hpapun Airport är en flygplats i Myanmar. Den ligger i delstaten Karen i staden Hpapun, i den södra delen av landet, 230 km sydost om huvudstaden Naypyidaw. Flygplatsen ligger 120 meter över havet.